# All-Star Game LFB 1999
Le All-Star Game LFB 1999 est la 1re édition du All-Star Game LFB. Il se déroule le 27 novembre 1999 à Mondeville. L’équipe des All-Stars françaises a battu l’équipe des All-Stars étrangères (79-56). Cathy Melain a été élue MVP française et Adrian Williams MVP étrangère. Nathalie Lesdema et Stacey Lovelace sont les meilleures marqueuses du match avec 12 points.

## Joueuses

### All-Stars françaises
| Position    | Joueuse               | Équipe                |
| ----------- | --------------------- | --------------------- |
| Ailière     | Johanna Boutet        | Tarbes Gespe Bigorre  |
| Ailière     | Sandra Le Dréan       | ASPTT Aix-en-Provence |
| Ailière     | Cathy Melain          | Bourges               |
| Meneuse     | Edwige Lawson-Wade    | ASPTT Aix-en-Provence |
| Meneuse     | Yannick Souvré        | Bourges               |
| Arrière     | Audrey Sauret         | Bourges               |
| Ailier fort | Nathalie Lesdema      | ASPTT Aix-en-Provence |
| Pivot       | Dominique Tonnerre    | USO Mondeville        |
| Pivot       | Lœtitia Moussard      | Bourges               |
| Ailier fort | Séverine Gisselbrecht | ASPTT Aix-en-Provence |
| Ailier fort | Nicole Antibe         | W Bordeaux Basket     |
| Arrière     | Laure Savasta         | Valenciennes          |

### All-Stars étrangères
| Position    | Joueuse            | Équipe                |
| ----------- | ------------------ | --------------------- |
| Meneuse     | Angel White        | Lattes Montpellier    |
| Ailier fort | Elena Nikipolskaia | USO Mondeville        |
| Ailière     | Nadejda Marilova   | USO Mondeville        |
| Ailière     | Jannon Roland      | W Bordeaux Basket     |
| Arrière     | Nicole Erickson    | Strasbourg            |
| Ailière     | Andrea Congreaves  | Bourges               |
| Ailière     | Allison Feaster    | ASPTT Aix-en-Provence |
| Pivot       | Slavica Ilić       | Bourges               |
| Ailier      | Joby McKenzie      | Tarbes Gespe Bigorre  |
| Ailier fort | Stacey Lovelace    | Nice                  |
| Pivot       | Jelena Mirković    | Valenciennes          |
| Ailière     | Adrian Williams    | Limoges ABC           |

## Concours
Concours de tirs à 3 points : Allison Feaster (vainqueur)